# 索恩帕帕第

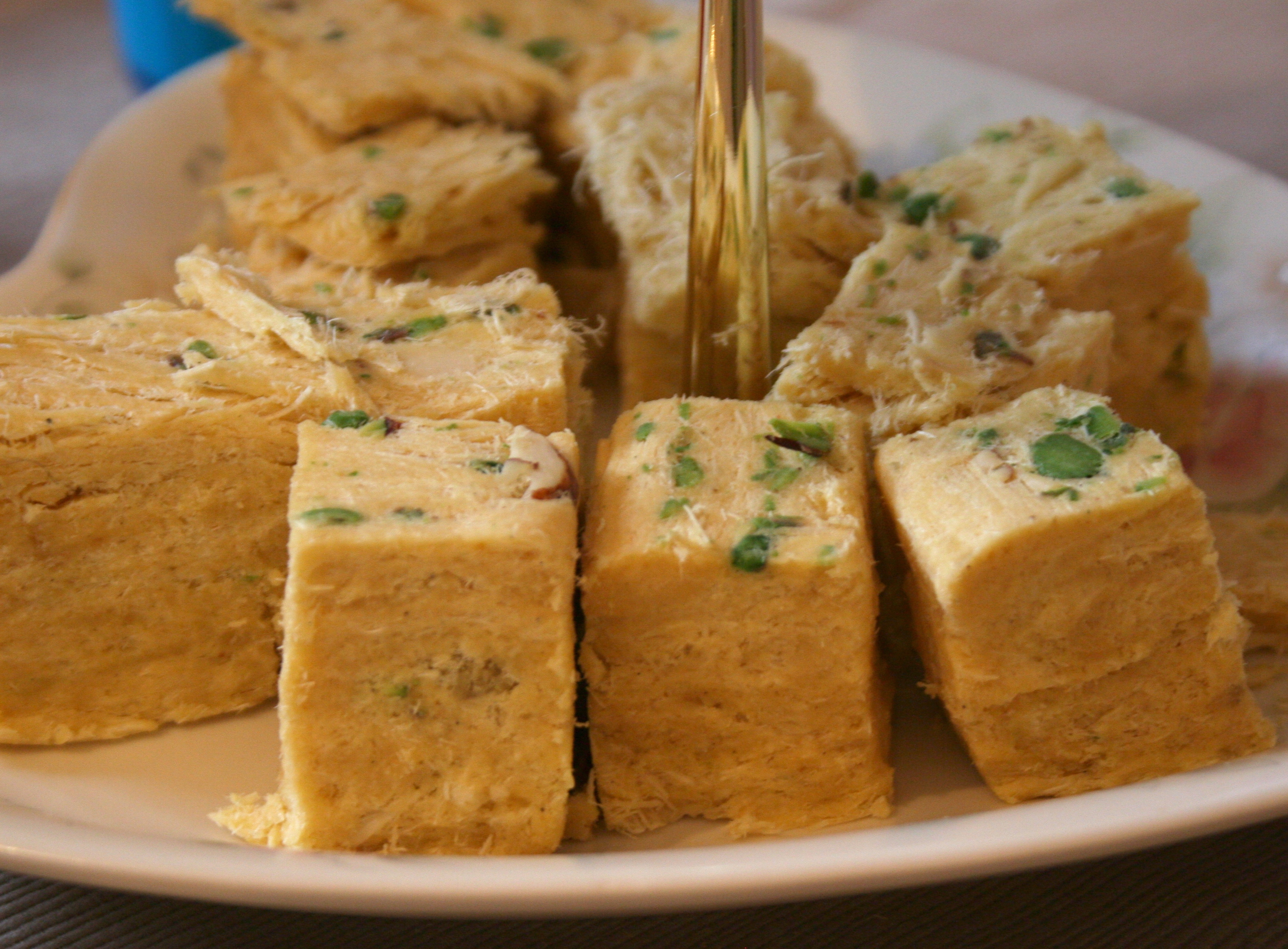
索恩帕帕第

索恩帕帕第（Soan papdi）是一个受歡迎的印度甜點。它通常是立方體形狀或鬆散雪花片狀，口感類似龍鬚糖。傳統販售於裝在錐狀卷纸，但是現代工業生產將之包裝為緊實的方塊狀。

## 歷史
索恩帕帕第起源印度古吉拉特邦、旁遮普、北方邦、西孟加拉邦和拉贾斯坦邦的几个城市，但是真實歷史原由仍然不得而知。

## 成分
其主要成分是糖、鹰嘴豆粉、面粉、酥油、牛奶和豆蔻。